# クーパー・カップ
クーパー・ダグラス・カップ（Cooper Douglas Kupp, 1993年6月15日 - ）は、アメリカ合衆国ワシントン州ヤキマ出身のプロアメリカンフットボール選手。ポジションはワイドレシーバー。NFLのシアトル・シーホークスに所属。

## 経歴

### プロ入りまで
2012年に、ワシントン州にあるイースタン・ワシントン大学に進学した。

#### 大学での通算成績
| 年度 | 大学               | 出場 | レシーブ | レシーブ  | レシーブ   | レシーブ       | レシーブ       | レシーブ | レシーブ |
| 年度 | 大学               | 出場 | 回数     | 1試合平均 | 獲得ヤード | 平均獲得ヤード | 最長獲得ヤード | TD       |          |
| ---- | ------------------ | ---- | -------- | --------- | ---------- | -------------- | -------------- | -------- | -------- |
| 2013 | Eastern Washington | 15   | 93       | 6.2       | 1691       | 18.2           | 63             | 21       |          |
| 2014 | Eastern Washington | 13   | 104      | 8.0       | 1431       | 13.8           | 61             | 16       |          |
| 2015 | Eastern Washington | 11   | 114      | 10.4      | 1642       | 14.4           | 78             | 19       |          |
| 2016 | Eastern Washington | 13   | 117      | 9.0       | 1700       | 14.5           | 75             | 17       |          |
| 通算 | 通算               | 52   | 428      | 8.4       | 6464       | 14.9           | 78             | 73       |          |

2017年のNFLドラフト3巡全体69位でロサンゼルス・ラムズに指名された。その年のドラフトでワイドレシーバーとしては7人目の指名であった。

### プロ入り後

#### ロサンゼルス・ラムズ
ルーキーイヤーの2017年シーズン、開幕戦のインディアナポリス・コルツ戦に出場し、タッチダウンレシーブを記録した。チームも46-9で大勝した。以降はQBジャレッド・ゴフのメインターゲットととなり、12月以降はレギュラーに定着した。このシーズンは62回のパスレシーブで869ヤード獲得、5タッチダウンという成績を残し、オールルーキーチームに選ばれた。チームも11勝5敗で地区優勝を達成し、カップはルーキーイヤーからプレーオフを経験することとなった。
ワイルドカードゲームのアトランタ・ファルコンズ戦ではタッチダウンを記録するもチームは13-26で敗れた。
2018年シーズンは第10週のシアトル・シーホークス戦で膝前十字靭帯断裂の怪我を負い、ここでシーズンエンドとなった。このシーズンは8試合出場でパス40回レシーブ、566ヤード獲得、6タッチダウンという記録であった。
2019年シーズン、前年の故障から復帰し、開幕戦のカロライナ・パンサーズ戦に出場した。第13週から第17週まで5試合連続でタッチダウンを記録した。このシーズンはパスキャッチ94回、1161 ヤード、10タッチダウンを記録し、これらの数字はチームトップであった。
2020年、シーズン開幕前に3年契約を延長させた。また背番号を18から大学時代に着けていた10に変更した。このシーズンはパスキャッチ92回、974ヤード、3タッチダウンという成績であった。
2021年シーズンは、新加入のQBマシュー・スタッフォードと連携を組むこととなった。開幕してから最初の3試合で平均122.3ヤードを記録、25キャッチで367ヤード、5タッチダウンを記録し9月度月間MVPに選ばれた。翌10月も月間MVPに選ばれ、2ヶ月連続での受賞となった。このシーズンは145キャッチ、1947ヤード、16タッチダウン（TD）を記録し、3部門すべてでNFLトップを記録した。キャッチ数とヤード数はそれぞれNFL史上2番目の記録となった。NFLの2021年オールプロ第1チームに満場一致で選ばれたわずか5人のうちの1人であり、レギュラーシーズンとポストシーズンを合わせて2000ヤード以上のレシーブを記録した史上初のレシーバーである。この活躍によりAP通信NFL最優秀攻撃選手賞に選ばれた。
第56回スーパーボウルでは、逆転をかけた第4Qに4thダウン・ギャンブルを成功させるランを見せ、最後は決勝TDを決めるなど活躍。2TD、92ヤードの成績を残し、スーパーボウルMVPに選出された。
2022年シーズン開幕前に3年最大8000万ドル（約107億5200万ドル）の契約の条項に同意した。しかしこのシーズンは第10週のアリゾナ・カージナルス戦で右足首を負傷し、手術を受けるためIR入りし、そのままシーズンエンドとなった。
2023年シーズンはトレーニングキャンプでハムストリングを負傷した影響で出遅れ、序盤の4試合を欠場した。第18週のサンフランシスコ・49ers戦も休養のため欠場し、シーズンでは12試合でパスキャッチ59回、737ヤード、5タッチダウンという成績だった。
2024年シーズンは第2週のアリゾナ・カージナルス戦で足首を負傷し、4試合を欠場した。シーズンではパスキャッチ67回、710ヤード、6タッチダウンという成績だった。NFL史上初めて、最初の100試合で600回・7500ヤード・50タッチダウン以上のレシーブを記録した選手となったが、2025年3月12日にラムズからリリースされた。

#### シアトル・シーホークス
2025年3月、シアトル・シーホークスと契約した。

## 詳細情報

### 年度別成績

#### レギュラーシーズン
| 年度    | チーム  | 試合 | 試合 | レシーブ | レシーブ   | レシーブ       | レシーブ       | レシーブ | ラン | ラン       | ラン           | ラン           | ラン | ファンブル | ファンブル |
| 年度    | チーム  | 出場 | 先発 | 回数     | 獲得ヤード | 平均獲得ヤード | 最長獲得ヤード | TD       | 回数 | 獲得ヤード | 平均獲得ヤード | 最長獲得ヤード | TD   | 回数       | ロスト     |
| ------- | ------- | ---- | ---- | -------- | ---------- | -------------- | -------------- | -------- | ---- | ---------- | -------------- | -------------- | ---- | ---------- | ---------- |
| 2017    | LAR     | 15   | 6    | 62       | 869        | 14.0           | 64             | 5        | 0    | 0          | 0.0            | 0              | 0    | 1          | 1          |
| 2018    | LAR     | 8    | 8    | 40       | 566        | 14.2           | 70T            | 6        | 4    | 25         | 6.3            | 12             | 0    | 0          | 0          |
| 2019    | LAR     | 16   | 14   | 94       | 1161       | 12.4           | 66             | 10       | 2    | 4          | 2.0            | 6              | 0    | 3          | 0          |
| 2020    | LAR     | 15   | 12   | 92       | 974        | 10.6           | 55T            | 3        | 4    | 33         | 8.3            | 16             | 0    | 1          | 1          |
| 2021    | LAR     | 17   | 17   | 145      | 1947       | 13.4           | 59             | 16       | 4    | 18         | 4.5            | 18             | 0    | 0          | 0          |
| 2022    | LAR     | 9    | 9    | 75       | 812        | 10.8           | 75T            | 6        | 9    | 52         | 5.8            | 20T            | 1    | 2          | 0          |
| 2023    | LAR     | 12   | 12   | 59       | 737        | 12.5           | 62T            | 5        | 1    | -3         | -3.0           | -3             | 0    | 0          | 0          |
| 2024    | LAR     | 12   | 11   | 67       | 710        | 10.6           | 69T            | 6        | 2    | 10         | 5.0            | 9              | 0    | 1          | 0          |
| NFL:8年 | NFL:8年 | 104  | 89   | 634      | 7776       | 12.3           | 75             | 57       | 26   | 139        | 5.3            | 20T            | 1    | 8          | 2          |

- 2024年度シーズン終了時
- 太字は自身最高記録
- ■はNFL最優秀攻撃選手賞受賞年
- ■はリーグ最高記録

#### ポストシーズン
| 年度 | チーム | 試合 | 試合 | レシーブ           | レシーブ           | レシーブ           | レシーブ           | レシーブ           | ファンブル         | ファンブル         |
| 年度 | チーム | 出場 | 先発 | 回数               | 獲得ヤード         | 平均獲得ヤード     | 最長獲得ヤード     | TD                 | 回数               | ロスト             |
| ---- | ------ | ---- | ---- | ------------------ | ------------------ | ------------------ | ------------------ | ------------------ | ------------------ | ------------------ |
| 2017 | LAR    | 1    | 0    | 8                  | 69                 | 8.6                | 15                 | 1                  | 0                  | 0                  |
| 2018 | LAR    | 0    | 0    | 故障のため出場なし | 故障のため出場なし | 故障のため出場なし | 故障のため出場なし | 故障のため出場なし | 故障のため出場なし | 故障のため出場なし |
| 2020 | LAR    | 1    | 1    | 4                  | 78                 | 19.5               | 44                 | 0                  | 0                  | 0                  |
| 2021 | LAR    | 4    | 4    | 33                 | 478                | 14.5               | 70T                | 6                  | 1                  | 1                  |
| 2023 | LAR    | 1    | 1    | 5                  | 27                 | 5.4                | 7                  | 0                  | 0                  | 0                  |
| 2024 | LAR    | 2    | 1    | 6                  | 90                 | 15.0               | 30                 | 0                  | 0                  | 0                  |
| 通算 | 通算   | 9    | 7    | 56                 | 742                | 13.3               | 70T                | 7                  | 1                  | 1                  |

- 2024年度シーズン終了時
- 太字は自身最高記録
- ■はスーパーボウル制覇

### NFL記録
- WRのシーズン最多レシービングヤード数：1965（2021）
- シーズン＋ポストシーズンにおけるWRの最多レシービングヤード数：2191（2021）
- 1試合で100ヤード以上のレシーブを記録した試合数：シーズン13試合（2021）
- 1試合で90ヤード以上のレシーブを記録した試合数：シーズン16試合（2021）
- 連続して1試合90ヤード以上のレシーブを記録した試合数：シーズン13試合（2021）
- レギュラーシーズンとポストシーズンを合わせて2000レシーブヤード以上を記録した史上初のレシーバー

### ラムズ球団記録
- シーズン最多レシービング回数：145（2021）
- シーズン最多レシービングヤード：1947（2021）